# Urohendersonia subterranea
Urohendersonia subterranea är en svampart som beskrevs av Panwar & Bilgrami 1969. Urohendersonia subterranea ingår i släktet Urohendersonia, divisionen sporsäcksvampar och riket svampar.   Inga underarter finns listade i Catalogue of Life.